# Beles (Fluss)
Der Beles ist ein rechter Nebenfluss des Blauen Nil im Hochland von Äthiopien.

## Verlauf
Er beginnt am Zusammenfluss zweier, nur wenige Kilometer langer Quellflüsse etwa 15 km westlich des Tanasees in ca. 2100 m Höhe ü. d. M. und windet sich in südwestlicher Richtung durch die Berge von Amhara und Benishangul-Gumuz, bis er ca. 55 km vor der sudanesischen Grenze in 535 m Höhe in den Blauen Nil mündet. Sein Einzugsgebiet umfasst 14.200 km².

## Staudamm-Projekte
Seit der Inbetriebnahme des Tana Beles Wasserkraftwerks erhält der Beles Wasser aus dem Tanasee, das in einer Reihe von Bewässerungsprojekten unterhalb des Kraftwerks genutzt werden soll. Zu diesem Zweck wurden eine Reihe von Stauwehren und die kleinere Staumauer 1243 gebaut, die nach ihrer Lage in 1243 m ü. d. M. benannt wurde (11° 39′ 42,7″ N, 36° 41′ 11,8″ O).
Die Mündung des Beles in den Blauen Nil befindet sich rund 40 km oberhalb der im Bau befindlichen Grand-Ethiopian-Renaissance-Talsperre, in deren Kraftwerk zukünftig auch das Wasser des Beles genutzt werden wird.